# Stuart Little, kisegér 3. – A vadon hívása
A Stuart Little, kisegér 3. – A vadon hívása (eredeti cím: Stuart Little 3: Call of the Wild) 2005-ben megjelent amerikai 2D-s számítógépes animációs film, amelyet Audu Paden rendezett. A mozifilm a Mainframe Entertainment és a Red Wagon Entertainment gyártásában készült a Columbia Pictures forgalmazásában készült.
Brazíliában 2005. október 11-én, Amerikában 2006. február 21-én debütált. Magyarországon 2005. november 1-jén adták ki DVD-n. Műfaja kalandos filmvígjáték. Az első-két résszel ellentétben ezt már nem mutatták be a mozikban, csak DVD-n adták ki, és nem tartalmaz valós díszletekkel élőszereplős jeleneteket, a díszletek és a szereplők már tisztán csak 2D-s számítógépes animációval készültek.

## Szereplők
| Szereplő             | Eredeti hang    | Magyar hang         | Leírás |
| -------------------- | --------------- | ------------------- | ------ |
| Stuart Little        | Michael J. Fox  | Józsa Imre          |        |
| Reeko                | Wayne Brady     | Kálloy Molnár Péter |        |
| Hópehely (Snowbell)  | Kevin Schon     | Vincze Gábor Péter  |        |
| Mrs. Eleanor Little  | Geena Davis     | Kovács Nóra         |        |
| Mr. Frederick Little | Hugh Laurie     | Rosta Sándor        |        |
| George Little        | Corey Padnos    | Morvay Gábor        |        |
| Monty                | Rino Romano     | Görög László        |        |
| Csapatvezető         | Peter MacNicol  | Scherer Péter       |        |
| Szörny               | Virginia Madsen | Illyés Mari         |        |
| Brooke               | Tara Strong     | N/A                 |        |
| Bunny                | Sophia Paden    | N/A                 |        |

## Televíziós megjelenések
HBO, PRO4 / Mozi+, Super TV2, Story4, Galaxy, Story5, TV2 